# Eugenio Bani
Eugenio Bani (Pisa, 13 de gener de 1991) és un ciclista italià, professional des del 2015 i actualment a l'equip RTS-Monton Racing Team.
El 2009 va ser suspès durant 21 mesos per un positiu en Gonadotropina coriònica humana.

## Palmarès
- 2009
  - Vencedor d'una etapa al Giro de Toscana júnior
- 2016
  - Vencedor d'una etapa a la Volta al Táchira